# České farmaceutické muzeum
České farmaceutické muzeum v Kuksu je samostatným střediskem v rámci Univerzity Karlovy - Farmaceutické fakulty v Hradci Králové.

## Historie
Jako účelové zařízení fakulty vzniklo v roce 1994, ve své činnosti však navazuje na starší předchůdce, kterými bylo například Museum pharmaceuticum Pragense (Praha 1959–1972), Lékárnické muzeum při Ústavu farmakologie a farmakognosie Lékařské fakulty Univerzity Karlovy (Praha 1946–1950) a dílčí sbírky mnoha institucí a soukromých sběratelů. Sídlem muzea je barokní budova hospitalu v Kuksu. Zásadní roli v průběhu založení muzea sehrál přední znalec farmaceuticko-historické problematiky Václav Rusek.

## Činnost
Muzeum ve vší komplexnosti dokumentuje vývoj farmacie jako oboru v českých zemích a prezentuje ho v podobě stálé expozice. Ta v sobě zahrnuje původní barokní lékárnu kukského hospitalu (interiér z let 1749–1750), ukázky vybavení lékárenských oficín do 2. poloviny 20. století, historických léčiv a léčivých přípravků, farmaceutického průmyslu a dalších dílčích farmaceutických odvětví a disciplín. Prohlídka obsahuje i některé interaktivní prvky.
ČFM dále funguje jako vědecké pracoviště v oboru dějin farmacie a farmaceutické muzeologie, zpracovávají se zde diplomové, rigorózní a doktorské práce z uvedených oborů.

## Umělecko-historické sbírky
Muzeum shromažďuje sbírkové předměty a archivní dokumenty z oboru. Základem je fond obrazů a sbírkových předmětů hospitálu řádu milosrdných bratří z Kuksu. Kromě toho muzejní fond zahrnuje řadu odkazů a zápůjček, zejména kolekci sbírkových předmětů z Národního muzea v Praze.

## Knihovna
Muzeum spravuje také největší tuzemskou knihovnu k dějinám farmacie v českých zemích, Rakousku-Uhersku a výběrově i v dalších zemích (více než 20 000 svazků).